# Distrito de Ratisbona
Ratisbona (en alemán: Regensburg, pronunciación: /ˈʁeːɡn̩sˌbʊʁk/ⓘ) es uno de los 71 distritos en que está dividido administrativamente el estado alemán de Baviera.

## Ciudades y municipios
| Ciudades                                       | Municipios | |
| ---------------------------------------------- | --- | --- |
| 1. Hemau 2. Neutraubling 3. Wörth an der Donau | 1. Alteglofsheim 2. Altenthann 3. Aufhausen 4. Bach an der Donau 5. Barbing 6. Beratzhausen 7. Bernhardswald 8. Brennberg 9. Brunn 10. Deuerling 11. Donaustauf 12. Duggendorf 13. Eckmühl 14. Hagelstadt 15. Holzheim am Forst 16. Kallmünz 17. Köfering 18. Laaber 19. Lappersdorf 20. Mintraching | 1. Mötzing 2. Nittendorf 3. Obertraubling 4. Pentling 5. Pettendorf 6. Pfakofen 7. Pfatter 8. Pielenhofen 9. Regenstauf 10. Riekofen 11. Schierling 12. Sinzing 13. Sünching 14. Tegernheim 15. Thalmassing 16. Wenzenbach 17. Wiesent 18. Wolfsegg 19. Zeitlarn |